# Shogi en informatique

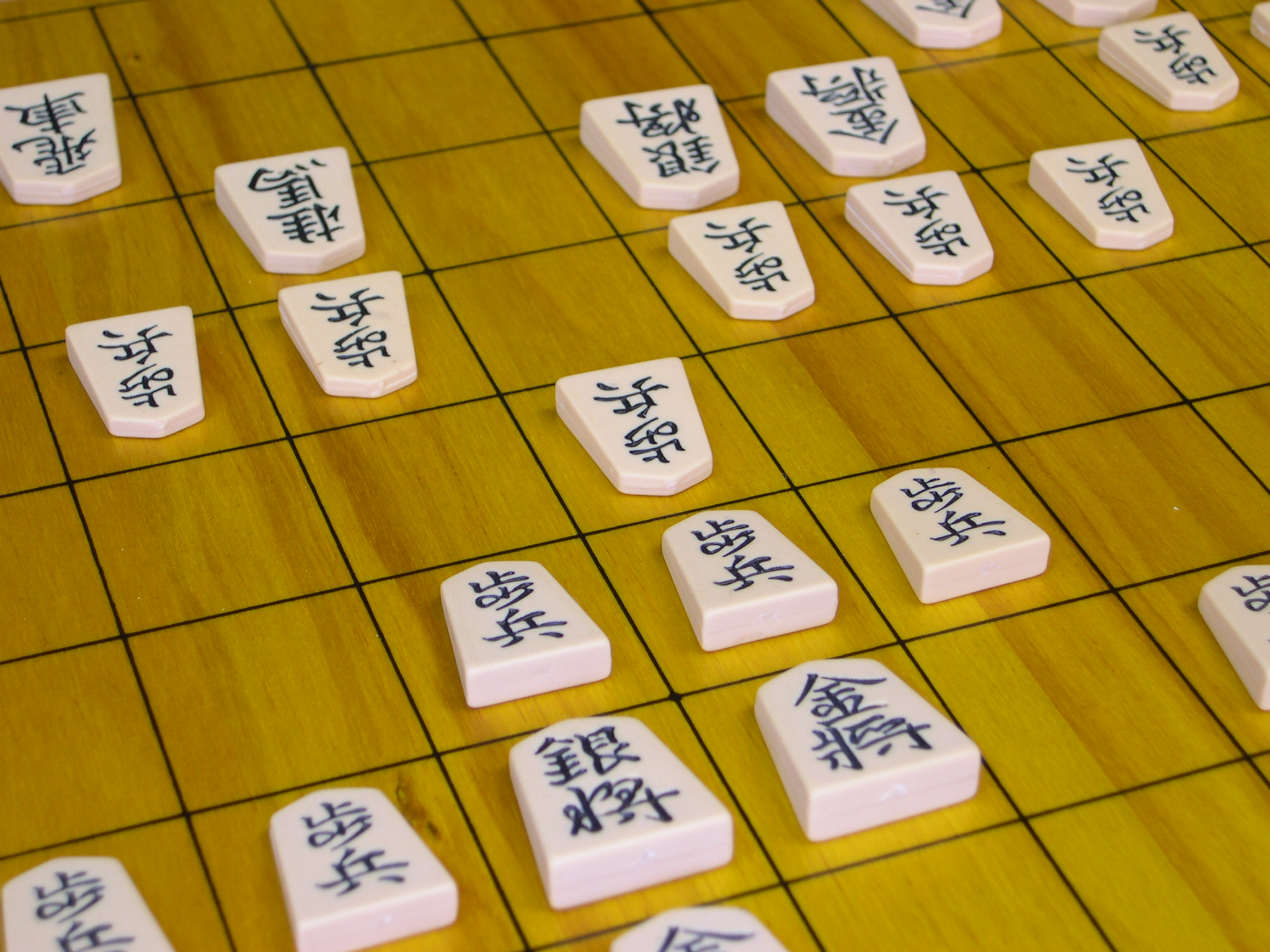
Logiciel de shogi

Le développement d'un logiciel de shogi capable de battre les meilleurs joueurs japonais est un problème de l'informatique qui a été atteint dans les années 2010. Moins connu que le problème de la conception de forts programmes de go, il est néanmoins nettement plus difficile de programmer un bon logiciel de shogi que de programmer un logiciel d'échecs ; de fait les premiers succès des programmes de shogi face à des professionnels du plus haut niveau ont eu lieu près de 20 ans après le match entre Garry Kasparov et Deep Blue.
Le premier match officiel entre un programme et un joueur professionnel, Akira Watanabe, a eu lieu en 2007 et a été remporté par le joueur humain.
La première victoire d'un programme informatique contre un professionnel, en l'occurrence la joueuse professionnelle Ichiyo Shimizu, date de 2010. Le programme le plus performant était elmo (en) jusqu'en 2017 avant d'être largement battu par AlphaZero.

## Complexité
La complexité (en) du shogi est très élevée par rapport à celle de la plupart des autres jeux.
Le shogi a en effet la particularité de réutiliser les pièces capturées. Ainsi à chaque coup, il y a plus de possibilités qu'aux échecs. L'ordinateur doit ainsi examiner plus de positions afin de tenir compte des parachutages. Parmi les variantes régionales des échecs, c'est donc au shogi qu'il y a le plus de parties possibles.
| Jeu     | Taille du plateau | Nombre de pièces | Nombre de pièces différentes | Nombre de positions légales | Nombre de parties possibles | Durée moyenne d'une partie (en nombre de coups) |
| ------- | ----------------- | ---------------- | ---------------------------- | --------------------------- | --------------------------- | ----------------------------------------------- |
| Échecs  | 64                | 32               | 6                            | 1047                        | 10123                       | 40                                              |
| Xiangqi | 90                | 32               | 7                            | 1048                        | 10150                       | 95                                              |
| Shogi   | 81                | 40               | 8                            | 1071                        | 10226                       | 140                                             |
| Go      | 361               | Jusqu'à 361      | 1                            | 10171                       | 10360                       | 150                                             |

## Championnat du monde des programmes de shogi
La Computer Shogi Association (CSA) organise chaque année depuis 1990 un championnat du monde des programmes de shogi. La cadence est de 25 minutes par joueur. En 1990, seuls 6 programmes ont participé ; en 2001 55 programmes différents ont pris part à la compétition. En 2009 quatre programmes (GPS Shogi, Otsuki Shogi, Monju et KCC Shogi) qui n'avaient jamais remporté de tournoi CSA ont battu trois des meilleurs programmes de l'année précédente (Bonanza, Gekisashi et YSS). Il est à noter que des expériences ont montré que les programmes Bonanza, GPS Shogi et YSS, qui ont tous été champions du monde, sont plus forts lorsqu'ils jouent en consultation avec choix du coup majoritaire que lorsqu'ils jouent individuellement.
|    | Année | Développeur                                               | Programme      | Nombre de victoires / nombre de parties jouées |
| -- | ----- | --------------------------------------------------------- | -------------- | ---------------------------------------------- |
| 1  | 1990  | Nobuhiro Yoshimura                                        | Eisei Meijin   | 5/5                                            |
| 2  | 1991  | Kazurou Morita                                            | Morita Shogi 3 | 7/8                                            |
| 3  | 1992  | Log corp.                                                 | Kiwame         | 5/7                                            |
| 4  | 1993  | Log corp.                                                 | Kiwame II      | 7/7                                            |
| 5  | 1994  | Shinichirou Kanazawa                                      | Kiwame 2.1     | 6/7                                            |
| 6  | 1996  | Shinichirou Kanazawa                                      | Kanazawa Shogi | 7/7                                            |
| 7  | 1997  | Hiroshi Yamashita                                         | YSS 7.0        | 7/7                                            |
| 8  | 1998  | Yasushi Tanase                                            | IS Shogi       | 6/7                                            |
| 9  | 1999  | Shinichirou Kanazawa                                      | Kanazawa Shogi | 6/7                                            |
| 10 | 2000  | Yasushi Tanase                                            | IS Shogi       | 5/7                                            |
| 11 | 2001  | Yasushi Tanase                                            | IS Shogi       | 9/9                                            |
| 12 | 2002  | University of Tokyo                                       | Gekisashi      | 6/7                                            |
| 13 | 2003  | Yasushi Tanase                                            | IS Shogi       | 6/7                                            |
| 14 | 2004  | Hiroshi Yamashita                                         | YSS 7.0        | 6/7                                            |
| 15 | 2005  | Gekisashi Team                                            | Gekisashi      | 7/7                                            |
| 16 | 2006  | Kunihito Hoki                                             | Bonanza        | 6/7                                            |
| 17 | 2007  | Hiroshi Yamashita                                         | YSS 7.0        | 6/7                                            |
| 18 | 2008  | Gekisashi Team                                            | Gekisashi      | 6/7                                            |
| 19 | 2009  | GPS Team                                                  | GPS Shogi      | 6/7                                            |
| 20 | 2010  | Gekisashi Team                                            | Gekisashi      | 6/7                                            |
| 21 | 2011  | Eikyu Ito                                                 | Bonkras        | 5/7                                            |
| 22 | 2012  | GPS Team                                                  | GPS Shogi      | 6/7                                            |
| 23 | 2013  | Kunihito Hoki                                             | Bonanza        | 5/7                                            |
| 24 | 2014  | Osaka City University Mathematical Engineering Laboratory | Apery          | 5/7                                            |
| 25 | 2015  | Issei Yamamoto                                            | Ponanza        | 7/7                                            |
| 26 | 2016  | Issei Yamamoto                                            | Ponanza        | 7/7                                            |
| 27 | 2017  | Makoto Takizawa                                           | elmo (en)      | 7/7                                            |
| 28 | 2018  | Barrel house                                              | Hefeweizen     | 6/7                                            |
| 29 | 2019  | Motohiro Isozaki                                          | YaneuraOu      | 5/6                                            |

## Matchs entre humains et ordinateurs
Dans les années 1980, en raison des faibles capacités des mémoires et des processeurs, les programmes de shogi jouaient lentement et avaient un niveau faible. Un domaine particulier pour lequel les logiciels de shogi ont un avantage sur les joueurs humains est celui de la résolution de tsume shogis, qui se prêtent beaucoup mieux à une approche par force brute ; de fait un jeu de tsume shogi faisait partie dès 1983 du catalogue de la SG-1000.
Le niveau des programmes a grandement augmenté au cours de la première décennie des années 2000.
Le 23 octobre 2005 lors du 3e International Shogi Forum, la fédération japonaise de shogi autorise Toshiyuki Moriuchi à affronter le logiciel YSS avec une cadence de 30 secondes par coup et un handicap (en) d'un fou.
En 2007, Yoshiharu Habu a estimé la force du logiciel Bonanza qui avait remporté le championnat du monde des logiciels l'année précédente ; dans un article du Nihon Keizai Shimbun du 26 mars 2007 concernant le match entre Akira Watanabe et Bonanza, Habu a estimé Bonanza au rang de deuxième dan. En 1996 le même Habu avait annoncé qu'un ordinateur pourrait le battre en 2015. En 2011, le développeur de Bonkras affirmait que les meilleurs programmes de shogi étaient aussi fort qu'un professionnel de niveau intermédiaire.

### Restrictions
Le 18 septembre 2005, le joueur professionnel 5e dan Takanori Hashimoto joua une partie contre le programme Tacos, développé au sein du Collège doctoral de sciences et techniques de Hokuriku. Tacos prit l'avantage durant l'ouverture et le milieu de partie mais ne sut pas percer la défense d'Hashimoto, qui finit par l'emporter.
Le 14 octobre 2005, la fédération japonaise interdit aux joueurs professionnels d'affronter des logiciels de shogi, afin de préserver la dignité des professionnels. Cette interdiction est ensuite maintenue sous la présidence de Kunio Yonenaga de 2008 à 2012.

### Match d'exhibition homme-machine du CSA (2003–2009)
Les programmes vainqueurs du championnat CSA obtiennent le droit de se mesurer à de forts joueurs humains ; ces matchs se sont tenus de 2003 à 2009.
| Année | Programme    | Joueur humain                     | Handicap | Cadence | Byo yomi | Vainqueur  |
| ----- | ------------ | --------------------------------- | -------- | ------- | -------- | ---------- |
| 2003  | IS Shogi     | Katsumata (5e dan professionnel)  | 2 pièces | 25 min  | Aucun    | Ordinateur |
| 2004  | YSS          | Katsumata (5e dan professionnel)  | Tour     | 25 min  | Aucun    | Ordinateur |
| 2005  | Gekisashi    | Katsumata (5e dan professionnel)  | Fou      | 25 min  | Aucun    | Ordinateur |
| 2006  | Bonanza      | Yukio Kato (Meijin amateur Asahi) | Aucun    | 15 min  | 30 s     | Humain     |
| 2007  | YSS          | Yukio Kato (Meijin amateur Asahi) | Aucun    | 15 min  | 30 s     | Humain     |
| 2008  | Tanase Shogi | Yukio Kato (Meijin amateur Asahi) | Aucun    | 15 min  | 30 s     | Ordinateur |
| 2008  | Gekisashi    | Toru Shimizugami (Meijin amateur) | Aucun    | 15 min  | 30 s     | Ordinateur |
| 2009  | GPS Shogi    | –                                 | Aucun    | 1 heure | 1 min    | Annulé     |

### Match entre Akara et Shimizu
En 2010, le programme Akara l'emporte face à la joueuse professionnel Ichiyo Shimizu après que la fédération japonaise a donné son aval pour la confrontation. Akara agrégeait les coups proposés par les quatre logiciels Gekisashi, GPS Shogi, Bonanza et YSS ; le coup effectivement joué étant le coup proposé majoritairement (et celui de Gekisashi en cas d'égalité).
Shimizu joua le premier coup de la partie et perdit en 86 coups le 11 octobre 2010 au terme d'un peu plus de 6 heures de jeu suivi en direct par 750 personnes (la cadence étant de 3 heures par joueur suivies d'un byo yomi d'une minute par coup). Cependant le jeu de Shimizu a été critiqué et il a été dit que le niveau d'Akara était encore à ce stade inférieur à celui des meilleurs professionnels masculins.

### Bonanza et Akara contre deux amateurs forts (2011)
Le 24 juillet 2011 eut lieu un match par équipe de deux entre les programmes Akara et Bonanza d'une part, et d'autre part les amateurs Kosaku (qui à l'époque passait l'examen pour devenir professionnel) et Shinoda (qui avait remporté le Ryuo amateur en 1999). Les amateurs jouaient en consultation et ont perdu le match sur le score de 0 victoires à 2,
,
| Partie | Programme | Sente            | Gote             | Nombre de coups | Temps de reflexion du programme | Temps de réflexion des joueurs | Hardware                          | Vainqueur |
| ------ | --------- | ---------------- | ---------------- | --------------- | ------------------------------- | ------------------------------ | --------------------------------- | --------- |
| 1      | Bonanza   | Kosaku & Shinoda | Bonanza          | 93              | 24 min 41 s                     | 2 heures 2 min                 | 17 processeurs, 132 cœurs, 300 GB | Bonanza   |
| 2      | Akara     | Akara            | Kosaku & Shinoda | 150             | 25 min 54 s                     | 1 heures 42 min                | Intel Xeon W3680 6 cœurs          | Akara     |

### Bonkras contre Yonenaga
Le 21 décembre 2011 eut lieu un match entre le programme Bonkras et le Meijin 1993 Kunio Yonenaga après que celui-ci a pris sa retraite. La cadence était de 15 minutes par joueur, suivies d'un byo yomi d'une minute par coup ; la partie dura un peu plus d'une heure et Yonenaga abandonna après 85 coups. Le premier coup de Yonenaga fut un coup de roi, coup inhabituel typique d'une stratégie anti-ordinateur (en) visant à sortir le logiciel de son catalogue de joseki.
Le 14 janvier 2012, Bonkras battit de nouveau Yonenaga lors du premier Denou-sen. La cadence était cette fois de 3 heures par joueur suivies d'un byo yomi d'une minute par coup. Bonkras l'emporte après 4 heures et 29 minutes,

### Denou-sen 2013
Le Denou-sen est un match entre 5 hommes et 5 machines, sponsorisé par Niconico. Les parties sont retransmises en live. Les programmes sélectionnés sont les précédents vainqueurs du championnat du monde des ordinateurs.
| Date     | Sente            | Gote                | Nombre de coups | Temps de réflexion (joueur humain) | Temps de réflexion (machine) | Vainqueur  |
| -------- | ---------------- | ------------------- | --------------- | ---------------------------------- | ---------------------------- | ---------- |
| 23 mars  | Kōru Abe (en)    | Shueso              | 113             | 3 heures, 1 minute                 | 3 heures, 15 minutes         | Humain     |
| 30 mars  | Ponanza          | Shin'ichi Satō (en) | 141             | 3 heures, 59 minutes               | 3 heures, 31 minutes         | Ordinateur |
| 6 avril  | Kōhei Funae (en) | Tsutsukana          | 184             | 3 heures, 59 minutes               | 3 heures, 27 minutes         | Ordinateur |
| 13 avril | Puella Alpha     | Yasuaki Tsukada     | 230             | 3 heures, 29 minutes               | 2 heures, 19 minutes         | Nulle      |
| 20 avril | Hiroyuki Miura   | GPS Shogi           | 102             | 3 heures, 59 minutes               | 2 heures, 7 minutes          | Ordinateur |

### Denou-sen 2014
Un match entre 5 humains et 5 machines a été organisé entre le 15 mars et le 12 avril 2014,.
| Date     | Sente              | Gote           | Nombre de coups | Temps de réflexion (joueur humain) | Temps de réflexion (machine) | Vainqueur  |
| -------- | ------------------ | -------------- | --------------- | ---------------------------------- | ---------------------------- | ---------- |
| 15 mars  | Tatsuya Sugai      | Shueso         | 98              | 4 heures, 39 minute                | 4 heures, 1 minute           | Ordinateur |
| 22 mars  | Yaneuraou          | Shinya Satō    | 95              | 5 heures, 0 minutes                | 3 heures, 27 minutes         | Ordinateur |
| 29 mars  | Masayuki Toyoshima | YSS            | 83              | 2 heures, 8 minutes                | 3 heures, 15 minutes         | Humain     |
| 5 avril  | Tsutsukana         | Taku Morishita | 135             | 4 heures, 48 minutes               | 3 heures, 56 minutes         | Ordinateur |
| 12 avril | Nobuyuki Yashiki   | Ponanza        | 130             | 5 heures, 0 minutes                | 4 heures, 51 minutes         | Ordinateur |

### Parties

#### Humains contre ordinateurs
- (en) [vidéo] « Bonanza - Watanabe (premier match officiel professionnel contre machine, 21 mars 2007) », sur YouTube
- (en) [vidéo] « Shimizu contre le logiciel Akara (11 octobre 2010) », sur YouTube.

#### Ordinateurs contre ordinateurs
- (ja) [vidéo] « Elmo - AlphaZero n°14, sélectionnée par Yoshiharu Habu », sur YouTube
- (ja) [vidéo] « Elmo - AlphaZero n°18, sélectionnée par Yoshiharu Habu », sur YouTube
- (ja) [vidéo] « Elmo - AlphaZero n°32, sélectionnée par Yoshiharu Habu », sur YouTube
- (ja) [vidéo] « Elmo - AlphaZero n°52, sélectionnée par Yoshiharu Habu », sur YouTube
- (ja) [vidéo] « Elmo - AlphaZero n°81, sélectionnée par Yoshiharu Habu », sur YouTube